# IT-arkitektur
IT-arkitektur är sättet att organisera resurserna och komponenterna i ett datorsystem. 
En arkitektur beskriver ingående komponenter och gränssnitten mellan dessa. IT-arkitekturen kan avse datorsystem i betydelsen IT-infrastruktur då komponenterna består av olika hårdvara och gränssnitten av kommunikationsprotokoll. IT-arkitektur kan också avse uppbyggnaden inom en dator eller i ett informationssystem, då komponenterna består av mjukvarumoduler och gränssnitten av standardiserade dataspecifikationer eller kommunikationsprotokoll.